# Gardman

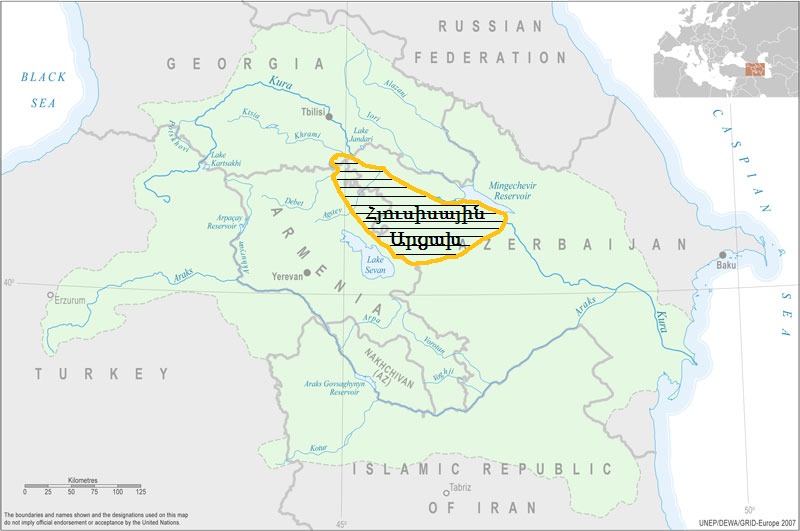
Localisation de l'Artsakh du Nord

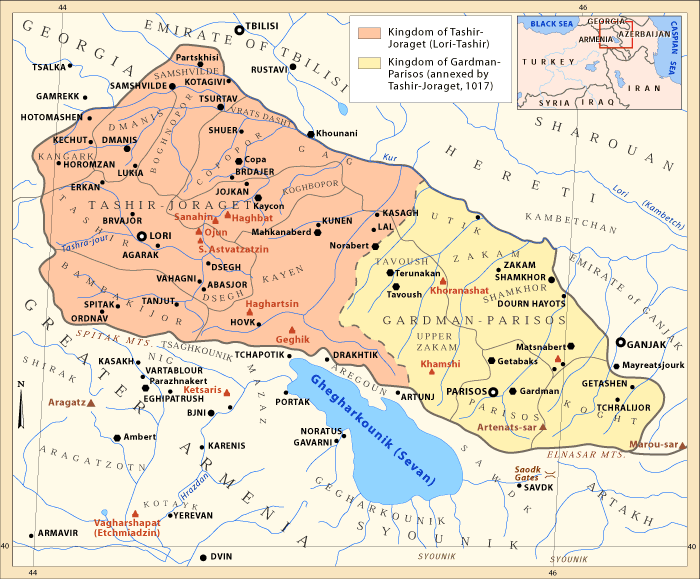
Le Gardman au sein du royaume de Lorri.

Le Gardman (en arménien Գարդման) ou Artsakh du Nord (en arménien Հյուսիսային Արցախ) est un canton ou district (gavar) de la province d'Outik du royaume d'Arménie. Certains auteurs médiévaux l'intègrent parfois à la province d'Artsakh. C'est une région actuellement située au nord-ouest de l'Azerbaïdjan actuel, et au nord du Haut-Karabagh, entre la Koura et l'Arménie, à cheval sur les bassins versants du lac Sevan et de la Koura. Elle couvre environ 15 000 km2.

## Histoire
Sous les rois d'Arménie arsacides, le Gardman est le siège des nakharars d'Outik, et est parfois appelé « principauté de Gardman » pour cette raison. Au VIIe siècle, il tombe dans l'escarcelle des Mihranides, avant d'être conquis par les Arabes en 855. Il est intégré au début du XIe siècle au royaume de Lorri.
En 1601, les Arméniens de la région établissent le mélikat de Gardman, sous la direction d'une branche de la famille des Melik-Shahnazaryans, avec pour centre Voskanapat. Les droits territoriaux des méliks sont confirmés lors de la prise de contrôle de la région par l'Empire russe au début du XIXe siècle. Le Gardman est ultérieurement intégré au gouvernement d'Elizavetpol. Après la prise de contrôle soviétique, la région est annexée à la République socialiste soviétique d'Azerbaïdjan.

## Géographie
L'Artsakh du Nord comprend les actuels districts et villes d'Azerbaïdjan : 
- Qazax
- Aghstafa
- Tovuz
- Shamkir
- Gadabay
- Dashkesan
- Göygöl
- Samux
- Goranboy
- Yevlax
- Gandja (Elisavetpol)
- Mingachevir
- Naftalan (raion de Goranboy